# Adil Boulbina
Adil Boulbina (en arabe : عادل بولبينة) est un footballeur algérien né le 2 mai 2003 à El Milia (wilaya de Jijel). Il évolue au poste d'ailier gauche à Al-Duhail SC.

## Biographie
Le 16 août 2021, Adil fait ses débuts professionnels en faveur du Paradou AC, en entrant en jeu contre le NA Hussein Dey, lors de ce match il offre une passe décisive.
Lors de l'été 2022, il participe au Tournoi de Toulon avec l'équipe d'Algérie U23.
Il finit meilleur buteur du championnat d'Algérie 2024-2025 avec 20 buts.

## Statistiques

### En club
| Saison                | Club                  | Championnat           | Championnat | Championnat | Championnat | Coupe(s) nationale(s) | Coupe(s) nationale(s) | Coupe(s) nationale(s) | Compétition(s) continentale(s) | Compétition(s) continentale(s) | Compétition(s) continentale(s) | Compétition(s) continentale(s) | Total | Total | Total |
| Saison                | Club                  | Division              | M.          | B.          | P.d.        | M.                    | B.                    | P.d.                  | Comp.                          | M.                             | B.                             | P.d.                           | M.    | B.    | P.d.  |
| 2020-2021             | Paradou AC            | Ligue 1               | 2           | 1           | 1           | -                     | -                     | -                     | -                              | -                              | -                              | -                              | 2     | 1     | 1     |
| 2021-2022             | Paradou AC            | Ligue 1               | 25          | 3           | 3           | -                     | -                     | -                     | -                              | -                              | -                              | -                              | 25    | 3     | 3     |
| 2022-2023             | Paradou AC            | Ligue 1               | 23          | 2           | 1           | -                     | -                     | -                     | -                              | -                              | -                              | -                              | 23    | 2     | 1     |
| 2023-2024             | Paradou AC            | Ligue 1               | 27          | 9           | 5           | 1                     | 1                     | 0                     | -                              | -                              | -                              | -                              | 28    | 10    | 5     |
| 2024-2025             | Paradou AC            | Ligue 1               | 26          | 20          | 7           | 2                     | 0                     | 1                     | -                              | -                              | -                              | -                              | 28    | 20    | 8     |
| Sous-total            | Sous-total            | Sous-total            | 103         | 35          | 17          | 3                     | 1                     | 1                     | -                              | -                              | -                              | -                              | 106   | 36    | 18    |
| 2025-2026             | Al-Duhail SC          | Qatar Stars League    | 1           | 0           | 0           | -                     | -                     | -                     | ACL                            | 1                              | 1                              | 0                              | 2     | 1     | 0     |
| Total sur la carrière | Total sur la carrière | Total sur la carrière | 104         | 35          | 17          | 3                     | 1                     | 1                     | -                              | 1                              | 1                              | 0                              | 108   | 37    | 18    |